# Шень Цзябень
Шень Цзябень (*沈家本, 19 серпня 1840 —9 червня 1913) — китайський державний діяч та правник часів династії Цін та перших років Китайської республіки.

## Життєпис
Походив з родини науковців. Народився у м. Усін (провінція Чжецзян) у 1840 році. Спочатку здобув класичну освіту. Водночас особливий хист виявив до вивчення законів. У 1865 році успішно здав імператорський іспит у Пекіні, отримавши найвищу ступінь — цзіньші. Після цього працював на посадах у Раді покарань, проте не зробив значної кар'єру.
Ситуація змінилася після сходження у 1875 році на трон Гуансюя. У 1883 році Шень Цзябень стає одним з радників імператора з правничих питань. У 1893 році призначається префектом міста Тяньцзянь. У 1897 році очолює префектуру Баодін. У 1900 році стає суддею департаменту Чжилі. Під час повстання іхетуанів виявив розпорядність та розумність, після його придушення намагався об'єктивно розслідувати провини учасників повстання і не карати невинних.
У 1902 році призначається міністром юстиції. Водночас очолив комісія з переробки цінського зводу законів «Дацин Люйлі». На неї вплинули традиції європейського права. Робота була завершена у 1905 році — було підготовлено проект нового кримінального кодексу. У 1906 році — цивільно-процесуального кодексів. В останньому вперше визнано права адвокатів. Того ж року склав закон «Про неспроможність», який виходив з доктрини банкрутства комерсанта. Того ж року підготовлено торговельний кодекс.
В цей самий час очолив дискусію школи права проти школи ритуалу навколо питання про те, які принципи повинні лежати в основі законотворчої діяльності: принципи, вироблені сучасною на той час юридичною наукою чи принципи, які були наріжним каменем старого китайського законодавства. В цю полеміку, що тривала здо 1911 року, включилися китайські чиновники і вчені, студенти та іноземні фахівці.
У 1910 році Шенєм було завершено роботу над проектом кримінально-процесуального кодексу, в якому було передбачено, що як захисники у процесі допускаються лише адвокати. Згідно з кодексом вони мали право: дізнатися, в чому звинувачується його підзахисний; перевіряти докази, знайомитися з матеріалами кримінальної справи і виписувати відомості з даної справи; мати побачення і вести листування з обвинуваченим. Втім внаслідок протидії консерваторів, прихильників школи ритуалів, кодекс не було впроваджено в дію. У 1911 році під час Сінхайської революції Шень Цзябень пішов у відставку. В подальшому спокійно мешкав у Пекіні до самої смерті у 1913 році.

## Правництво
Задля якісного складання законів займався дослідженням китайського права колишніх часів, зокрема часів династій Мін та Юань. Видав зі своїми коментарями «Встановлення зі священного управління правлячої династія Велика юань» («Юань дянь-чжан»). Водночас користувався перекладами англійського, французького, німецького, російського, голландського, італійського, японського, американського, бельгійського законодавства
Основною працею Шень Цзябеня була «Лідай сінфа као» («Історія права Китаю»). Важливішою частиною є 2 великі розділи з 21 цзюаня, що в свою чергу складають перший том під назвою «Сінфа» («Кримінальний кодекс», інший переклад «Тортури»), де висвітлено історію і конкретний зміст китайського права. У другому тому Шень Цзябень розвинув ідеї правової держави.